# Дългоопашата синявица
Дългоопашатата синявица (Uratelornis chimaera) е вид птица от семейство Brachypteraciidae, единствен представител на род Uratelornis. Видът е световно застрашен, със статут Уязвим.

## Разпространение и местообитание
Разпространен е в Мадагаскар.